# Natur- und Geisteswissenschaftliche Universität Siedlce

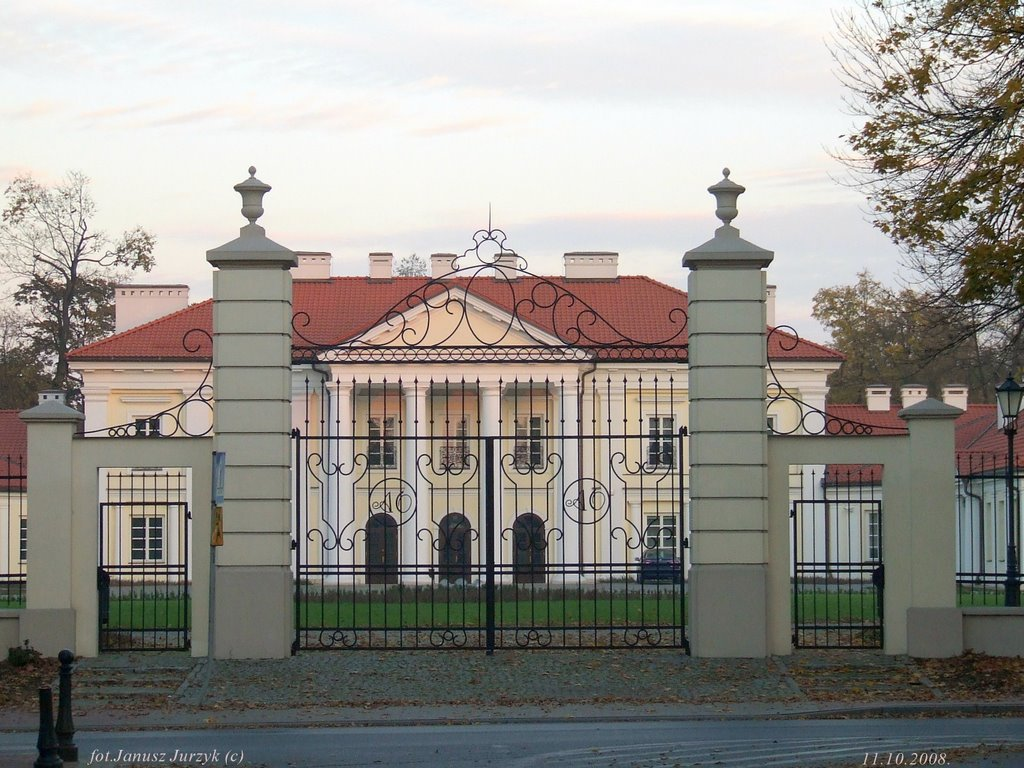
Natur- und Geisteswissenschaftliche Universität in Siedlce

Die Natur- und Geisteswissenschaftliche Universität in Siedlce (poln. Uniwersytet Przyrodniczo-Humanistyczny w Siedlcach) entstand am 1. Oktober 2010 aus der Akademia Podlaska w Siedlcach, die 1969 als Pädagogische Hochschule (poln. Wyższa Szkoła Nauczycielska) gegründet wurde. Sie hat ihren Sitz im Ogiński-Palast in Siedlce.